# Бел Хејвен (Вирџинија)
Бел Хејвен (енгл. Belle Haven) град је у америчкој савезној држави Вирџинија. По попису становништва из 2010. у њему је живело 532 становника.

## Демографија
Према попису становништва из 2010. у граду је живело 532 становника, што је 52 (10,8%) становника више него 2000. године.
| Група             | 2000.       | 2010.       |
| Белци             | 375 (78,1%) | 380 (71,4%) |
| Афроамериканци    | 93 (19,4%)  | 110 (20,7%) |
| Азијати           | 3 (0,6%)    | 0 (0,0%)    |
| Хиспаноамериканци | 4 (0,8%)    | 35 (6,6%)   |
| Укупно            | 480         | 532         |